# Jean Etxepare Bidegorri
Jean Etxepare Bidegorri (anomenat "Mirikua" metge) (Mar Chiquita, Argentina, 1877 - Kanbo, Lapurdi, 1935 va ser un escriptor en èuscar. Va néixer a l'Argentina on els seus pares havien emigrat, però quan ell tenia 6 anys van tornar a Iparralde concretament a la localitat de Lekorne a Lapurdi. Estudià per a fer-se sacerdot al seminari de Larresoro però en sortí i es feu agnòstic. Es doctorà en medicina a Bordeus el 1901 amb una tesi sobre els trastorns associats als jugadors de pilota basca. Va ser columnista del setmanari Eskualduna i membre d'Euskaltzaindia. Piarres Xarritton ha compilat la seva obra completa.

## Obra
- Buruxkak (1910, Tours, recull d'articles
- Beribilez (1931) sobre un viatge en automòbil pel País Basc.